# 宁济桥
宁济桥，位于中国广东省惠州市博罗县罗阳镇九村江东，为博罗县的一个县级文物保护单位，类型为古建筑，公布时间为1985年。
宁济桥的历史年代为明代。